# Medalha pela Libertação de Varsóvia
A Medalha "Pela Libertação de Varsóvia" (em russo:  Медаль «За освобождение Варшавы») foi uma medalha de campanha da Segunda Guerra Mundial da União Soviética estabelecida em 9 de junho de 1945 por decreto do Presidium do Soviete Supremo da URSS para satisfazer a petição do Comissariado do Povo para a Defesa da União Soviética.

## Estatuto
A Medalha "Pela Libertação de Varsóvia" foi "concedido a soldados do Exército Vermelho, Marinha e tropas do NKVD, participantes diretos do heroico assalto e libertação da cidade de Varsóvia, bem como aos organizadores e líderes de combate operações na captura desta cidade".
A concessão da medalha foi feita em nome do Presidium do Soviete Supremo da URSS com base em documentos que atestam a participação efetiva na libertação de Varsóvia. Os militares em serviço receberam a medalha do comandante de sua unidade, os aposentados do serviço militar receberam a medalha de um comissário militar regional, municipal ou distrital da comunidade do destinatário.
A Medalha "Pela Libertação de Varsóvia" foi usada no lado esquerdo do peito e na presença de outros prêmios da URSS, foi localizada imediatamente após a Medalha "Pela Libertação de Belgrado". Se usado na presença de Ordens ou medalhas da Federação Russa, estas últimas têm precedência.

## Descrição
A Medalha "Pela Libertação de Varsóvia" era uma medalha circular de latão de 32 mm de diâmetro com uma borda elevada no anverso. No anverso, ao longo da metade superior da circunferência da medalha, a inscrição em relevo "PARA LIBERAÇÃO DE" (em russo:  «ЗА ОСВОБОЖДЕНИЕ»), na parte inferior, uma estrela de cinco pontas em relevo irradiando raios divergentes para cima, sobreposta aos raios, uma fita com a inscrição em relevo "WARSAW" (em russo:  «ВАРШАВЫ»). No reverso, na parte superior, uma estrela plana de cinco pontas em relevo sobre a data de relevo em três linhas "17 de janeiro de 1945" (em russo:  «17 ЯНВАРЯ 1945»).
A medalha "Pela Libertação de Varsóvia" foi presa por um anel através do laço de suspensão de metal a uma montagem pentagonal soviética padrão coberta por uma fita moiré de seda azul de 24 mm de largura com listras amarelas de 2 mm nas bordas e uma faixa vermelha central de 6 mm de largura.